# Jean Rivier
Jean Rivier, född den 21 juli 1896 i Villemomble, Paris, död den 6 november 1987 i La Penne sur Huveaune, var en fransk komponist.
Rivier komponerade i neoklassisk stil. Han komponerade 7 symfonier, konserter, operor, och ett requiem, men han är nog mest känd för sin Grave et Presto (1938) för saxofonkvartett. 
Rivier är inspirerad av Arthur Honegger och Olivier Messiaen. Hans symfonier hör till de viktigaste i nyare fransk musik.